# Lijst van burgemeesters van Beernem
Dit is een lijst van burgemeesters van Beernem, een gemeente in de Belgische provincie West-Vlaanderen.
- 1796-1804: Jacobus Vandeweghe (°1764 +1804), was landbouwer en ondertekent de eerste akten van de burgerlijke stand met 'agent municipaux'. De functie van burgemeester (maire) werd pas in  1800 geïntroduceerd.
- 1804: Franciscus Werrebrouck (°1738 +1824), waarnemend burgemeester. Hij was landbouwer-ontginner op het goed Ten Bogaerde en fungeerde na het overlijden van Jacobus Vandeweghe korte tijd als 'maire par intérim'.
- 1804-1807: Joseph Van Reybrouck (°1739 +1807), was een landbouwer afkomstig uit Oostkamp en had 16 kinderen uit twee huwelijken. Hij boerde op de Gevaerts, ten noorden van het kanaal.
- 1807-1812: Jan Bellaert (°1772 +1830), was brouwer en herbergier in Bloemendaele
- 1813-1819: Johannes Quissens (°1762 +1828), was landbouwer en woonde op de hofstede van het Kasteel Hulstlo van de familie Vander Vliert.
- 1820-1830: Louis-Joseph de Bie de Westvoorde
- 1830-1843: Carolus Franciscus Coens (°1801), notaris van 1827 tot 1845
- 1846-1855: Jacobus Van Reybrouck (°1796 +1877), was een van de 16 geboren kinderen van Josephus Van Reybrouck Burgemeester van Beernem van 1804 tot 1807. Hij bleef vrijgezel.
- 1855: Adolphe Dautricourt (°1814 +1855),  was notaris in Beernem van 1848 tot aan zijn dood in 1855
- 1855: Pieter Potvlieghe: (waarnemend burgemeester), was dokter en schepen in Beernem. Hij overleed in 1863 toen hij met peerd en rytuig in de vaart reed ter hoogte van de Gevaerts.
- 1858-1877: Jacobus Van Reybrouck
- 1877-1884: Charles de Madrid
- 1885-1891: Henri Desmet
- 1891-1926: Etienne de Vrière
- 1927-1940: André van Outryve d'Ydewalle
- 1941-1944: Hubert van Outryve d'Ydewalle
- 1946-1964: René Claeys (Oedelem 29 juni 1887 - Beernem 27 januari 1968), getrouwd met Leonie Quintyn.
- 1965-1982: Gaston Depré
- 1983-1994: Urbain De Cuyper
- 1995-2006: Walter Van Parijs
- 2007-2018 : Johan De Rycke
- 2019- : Jos Sypré

Literatuur:
- Alfons RYSERHOVE, Beernem-Een Heemkundige Studie, Uitgave Familia et Patria, Handzame 1979
- Daniel VANHULLE, De Beernemse broers Marichal en de Vlaamse landverhuizing naar Argentinië, Jaarboek Bos en Beverveld, jaargang 2019
- Daniel VANHULLE, Het kasteel Hulstloo en zijn 250 jaar geschiedenis, Jaarboek Bos en Beverveld, jaargang 2020

Brussels Hoofdstedelijk Gewest:
Anderlecht · 
Brussel

Vlaanderen:
Aalst · 
Aarschot · 
Antwerpen · 
 Asse · 
Beernem · 
Bertem · 
Blankenberge · 
Brugge · 
Damme · 
De Haan · 
De Panne · 
Deerlijk · 
Deinze · 
Eeklo · 
Evergem · 
Galmaarden · 
Geraardsbergen · 
Gent · 
Halle · 
Hasselt · 
Herent · 
Herk-de-Stad · 
Herzele · 
Heusden-Zolder · 
Houthalen-Helchteren · 
Ichtegem · 
Kaprijke · 
Knokke-Heist · 
Kortemark · 
Kortenberg · 
Kortrijk · 
Leuven · 
Lichtervelde · 
Lievegem · 
Lokeren · 
Maldegem · 
Mechelen · 
Moerbeke-Waas · 
Ninove · 
Oostende · 
Oostkamp · 
Poperinge · 
Roeselare · 
Ronse · 
Sint-Lievens-Houtem · 
Sint-Niklaas · 
Sint-Truiden · 
Temse · 
Tielt · 
Tienen · 
Tongeren · 
Torhout · 
Veurne · 
Waregem · 
Wellen · 
Wetteren · 
Wichelen · 
Zaventem · 
Zedelgem · 
Zele · 
Zonhoven · 
Zottegem

Wallonië: 
Charleroi · 
's-Gravenbrakel · 
Morlanwelz · 
Ophain-Bois-Seigneur-Isaac